# Nilpotenssatsen
Inom matematiken är nilpotenssatsen ett reusltat som ger krav för ett element av koefficientringen av ett ringspektrum för att vara nilpotent, i termer av komplex kobordism. Den förmodades av Ravenel (1984) som en del av Ravenels förmodanden och bevisades av Devinatz, Hopkins & Smith (1988).